# Henry Bryan Frost Dixon
Henry Bryan Frost Dixon, britanski general, * 1891, † 1962.